# 映写

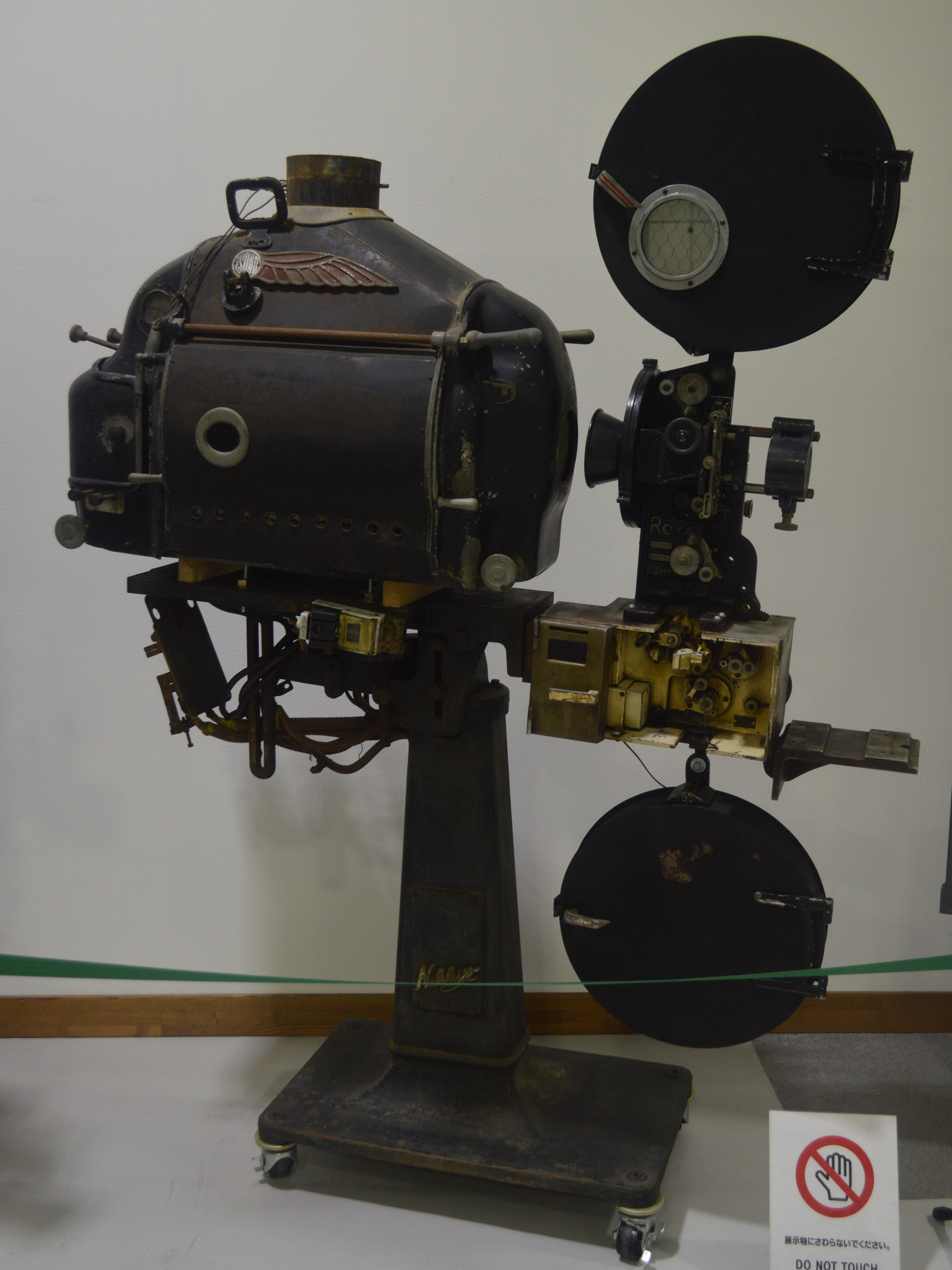
カーボン式35mm映写機

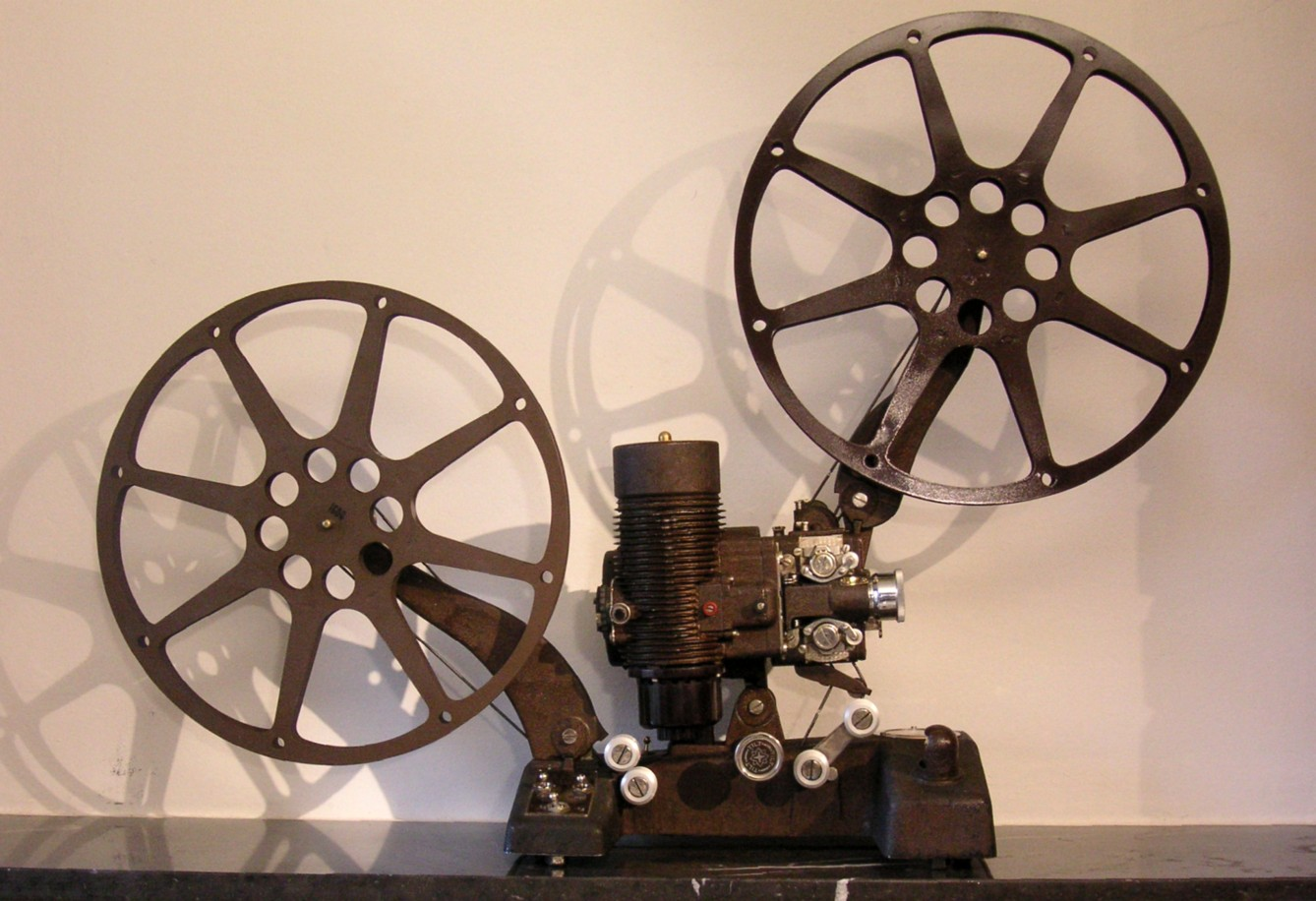
16mmサイレント映写機

映写（えいしゃ、projection）とは、映画やスライドなどをスクリーンに映し出すことをいう。また、上映（じょうえい）とは映画を映して観客に見せることをいう。

## 映写機

### 基本構造
映写機（フィルム映写機）は機能的にフィルムを送る輸動機構、フィルムを映し出す投影機構、音を出す音響再生機構からなる。なお、スライドの映写機についてはスライド映写機、デジタル化された機器についてはプロジェクタを参照。

#### 輸動機構
映写機内部のベルトやギアでフィルムを定速で送りつつ、フィルムを映し出す部分では間欠運動にし、再び定速に戻して巻取りリールに送る。フィルムを正確に送るための歯の付いたローラーをスプロケットという。一定速度で回転する定速スプロケットと、間欠スプロケットの組み合わせで連続性を生み出し、フィルムに現像された静止画を動画としてみせる。

#### 投影機構
映写電球の種類には、白熱電球、ハロゲンランプ、クセノンアークなどがある。かなりの熱を発するため送風による冷却装置が付いている。
フィルムに光を当てる窓をアパーチュア、映写画面の輪郭となる部分をマスクといい、アパーチュアに照らし出された画面を映写レンズで拡大投影する。35mm映画フィルムのスクリーンサイズには、スタンダード(縦横比1:1.37)、シネマスコープ(1:2.39)、アメリカンビスタ(1:1.85)、ヨーロッパビスタ(1:1.66)などの規格があり、それに合わせてレンズやマスクをセットする。

#### 音響再生機構
フィルムに記録されたサウンドトラックを読み取るリーダーが付いている。
光が当てられると発電するソアラセルを用いる方式とヘッドと呼ばれる電磁石による磁気再生による方法がある。

### ポータブル映写機
映写機本体にスピーカーも含めて1ケースに収納した映写機をポータブル映写機という。しかし、液晶プロジェクターと家庭用ビデオテープレコーダー、さらにDVDなどのデジタルメディアに取って代わられた。

## 映写方法

### 映写場
日中であれば暗幕を使用してスクリーン面を暗くする必要がある。スクリーンには白布や特殊加工のデイライトスクリーンが用いられるが、紙や建物の壁をスクリーンに使用することもある。

### フィルムと切り替え

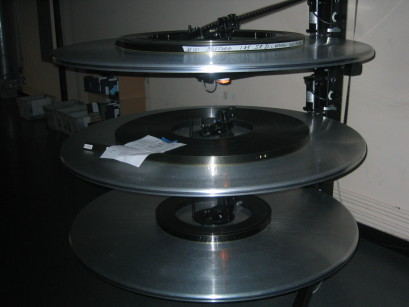
ノンリワインド装置
銀色の円盤がプラッタ。写真では一番上のプラッタから映写機へフィルムが送られ、一番下のプラッタで巻き取られている

フィルムの掛け方は映写機により異なるが、手掛け式とオートローディング式がある。オートローディング式には、挿入口から差し込むとオートローディング機構でセットされる差し込み式、ローディングアームのある回転式、フィルムを直接またはセットレバーを操作して溝に入れる溝入れ式がある。
一作品が複数巻のフィルムに分かれている場合に、1巻ずつ2台の映写機を使用して上映することを巻掛け（かんがけ）または玉掛け（たまがけ）という。
また、1台目の映写が終了すると自動的に2台目の映写機に切り替わるシステムを全自動、1台の映写機で映写が可能なシステムを巻き戻しなしという。フィルム巻き戻し用モーターの軸数によって4つの異なるモードを選択できる。巻き戻しなし装置にはプラッタと呼ばれる円盤があり、その上にフィルムを横倒しにして巻き取る。

### デジタル化
21世紀には映画の製作と上映の大半がデジタル化された。日本映画製作者連盟の2019年の統計によると日本の映画館スクリーンの98%がデジタル設備を導入している。
なお、デジタル化されて以降はプロジェクタやDLPも参照。

## 映写技師

### 業務

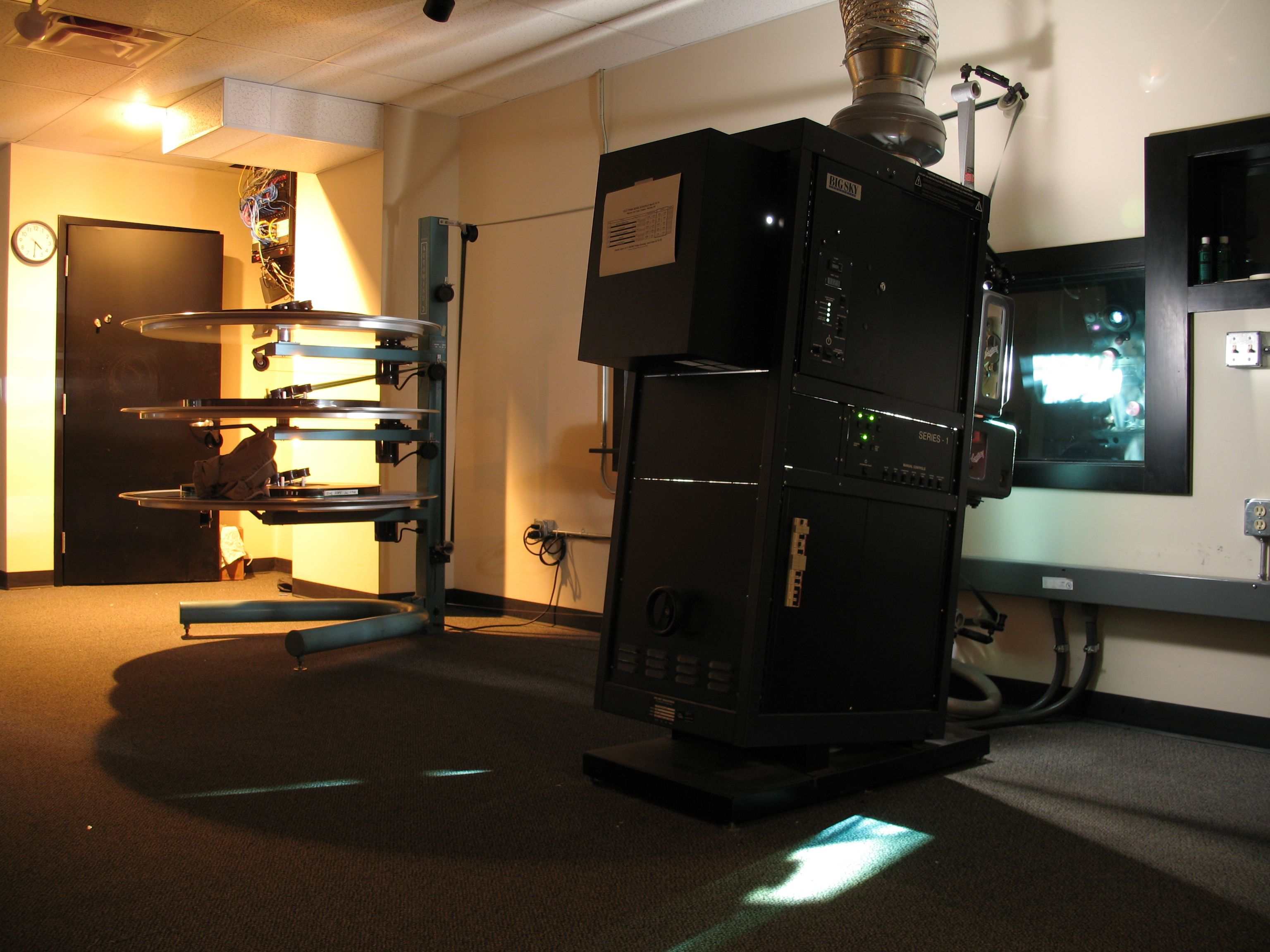
映写室の様子

映画のデジタル化が進むまで映画館の1つの映写室には1人の熟練した映写技師を必要としていた。主な理由としては、フィーチャー映画がフィルムを巻き取っておくリール1本以上の長さで上映されるために、同調させた2台の映写機を用いて上映中の中断を避ける必要があったためである。
フィルムの装填
上映作品を映写機にセットする。
上映の開始
時間表通りに映画をスタートさせる。また、映像・音響を必要に応じてコントロールする。
フィルムの編集
映画作品は通常5-8巻ほどに小分けされて届くため、それらを上映できる状態に仕上げる。
映写装置の保守管理
掃除やメンテナンスを行う。必要であれば調整・修理する。

### 資格
日本では映写技術者免許（1級、2級甲・乙の3種）があったが、可燃性フィルムの減少により1962年（昭和37年）に映写技術者免許は廃止された。一方、公共図書館等では16ミリ映写機やフィルムの損傷を防止するため、これらの貸し出しに映写機の操作資格をもつことを利用条件とすることが多い（東京都の16ミリ発声映写機操作講習修了証や石川県の16ミリ発声映写機操作技術認定書など）。具体的な利用条件や操作資格の取り扱いは自治体により異なる。

## 映写機メーカー

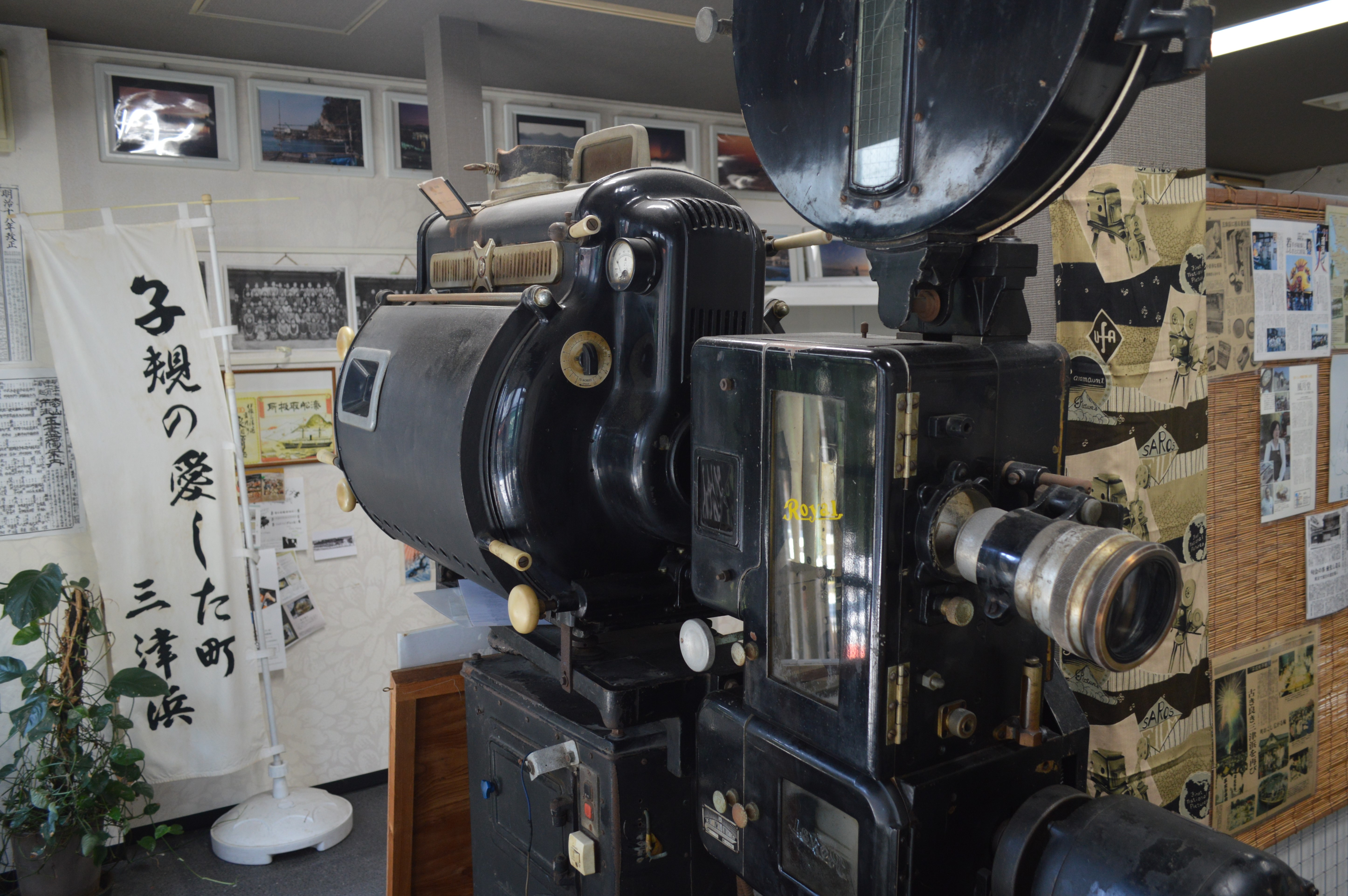
ローヤル映写機

- 御国工場 - ブランド名はミクニ。1898年（明治31年）に高橋弥惣吉によって設立された[11]。
- 高光工業 - 旧称は高密工業[11]。映写機のブランド名はローヤル。1914年（大正3年）に日本初のモータ駆動式映写機を発売し、1926年（大正15年）にはポータブル35mm映写機を発売した[11]。大正期から昭和初期における日本の2大映写機メーカーの一つ[11]。
- ローラーコムパニー - 映写機のブランド名はローラー。大正期から昭和初期における日本の2大映写機メーカーの一つ[11]。
- エルモ社 - 旧称は榊商会[11]。小型映画の16mm映写機に特化したメーカー[11]。1927年（昭和2年）に国産初の16mm映写機であるエルモA型を発売した[11]。
- 東京航空計器 - 東京都北多摩郡狛江町和泉1600。映写機のブランド名はニュースター。1946年（昭和21年）に35mm映写機のニュースターを発売。
- 中央映機製作所 - 映写機のブランド名はセンター[12]。1947年（昭和22年）に笹井一美によって広島市に設立された[12]。1960年（昭和35年）に映写機の生産を中止し、その後廃業した[12]。広島市映像文化ライブラリーには八丁座映画図書館から来た中央映機の映写機が展示されている[12]。
- 富士精密機械 - 東京都大田区久ヶ原104[13][14]。映写機のブランド名はフジセントラル（セントラル）。「映写機のロールスロイス」と呼ばれることもあり、最盛期には日本全体の60%のシェアを占めていた[11]。戦後に中島飛行機が解体された際、富士重工業などとともに設立された企業の一つである。高田世界館[15]や塚口サンサン劇場[16]はフジセントラル映写機を有しており、いずれもフィルム上映会を開催することがある。神奈川県立図書館旧館音楽・映像コーナーには1954年（昭和29年）製のフジセントラルF-6型が展示されていた[17]。
- ニッセイ映写機